# Bricindera
Bricindera (in greco antico: Βρικίνδηρα?) era una città dell'antica Grecia ubicata sull'isola di Rodi.

## Storia
Fece parte della lega delio-attica visto che compare nei registri delle città tributarie di Atene nel 429, 421 e 415 a.C. dai quali risulta che pagava un phoros di un talento. Viene menzionata anche in un mimo di Eroda, autore di opere teatrali del III secolo a.C..